# セコンド・ピアット

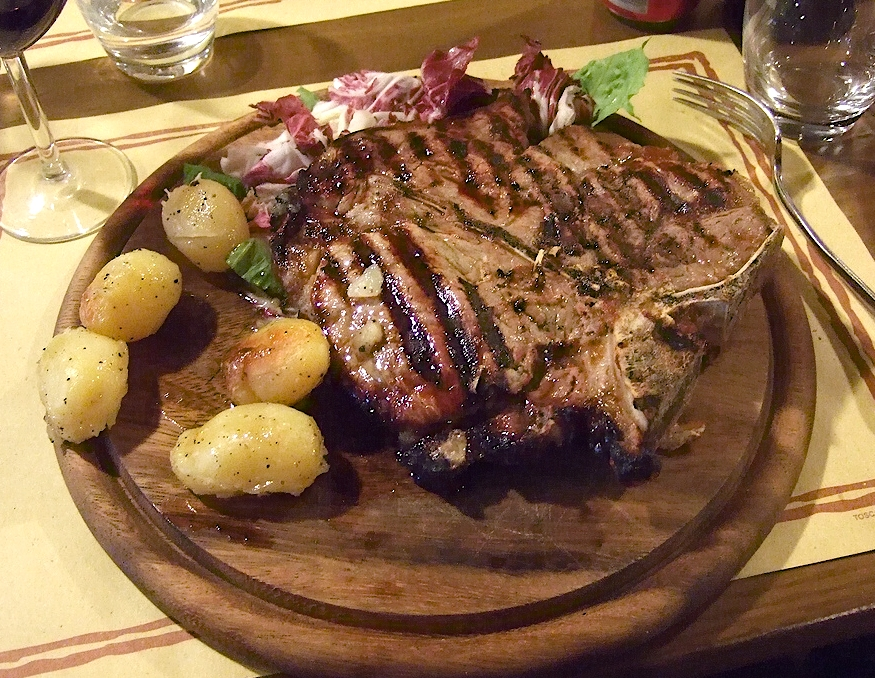
ビステッカ・アッラ・フィオレンティーナ、代表的な肉料理のセコンド・ピアット

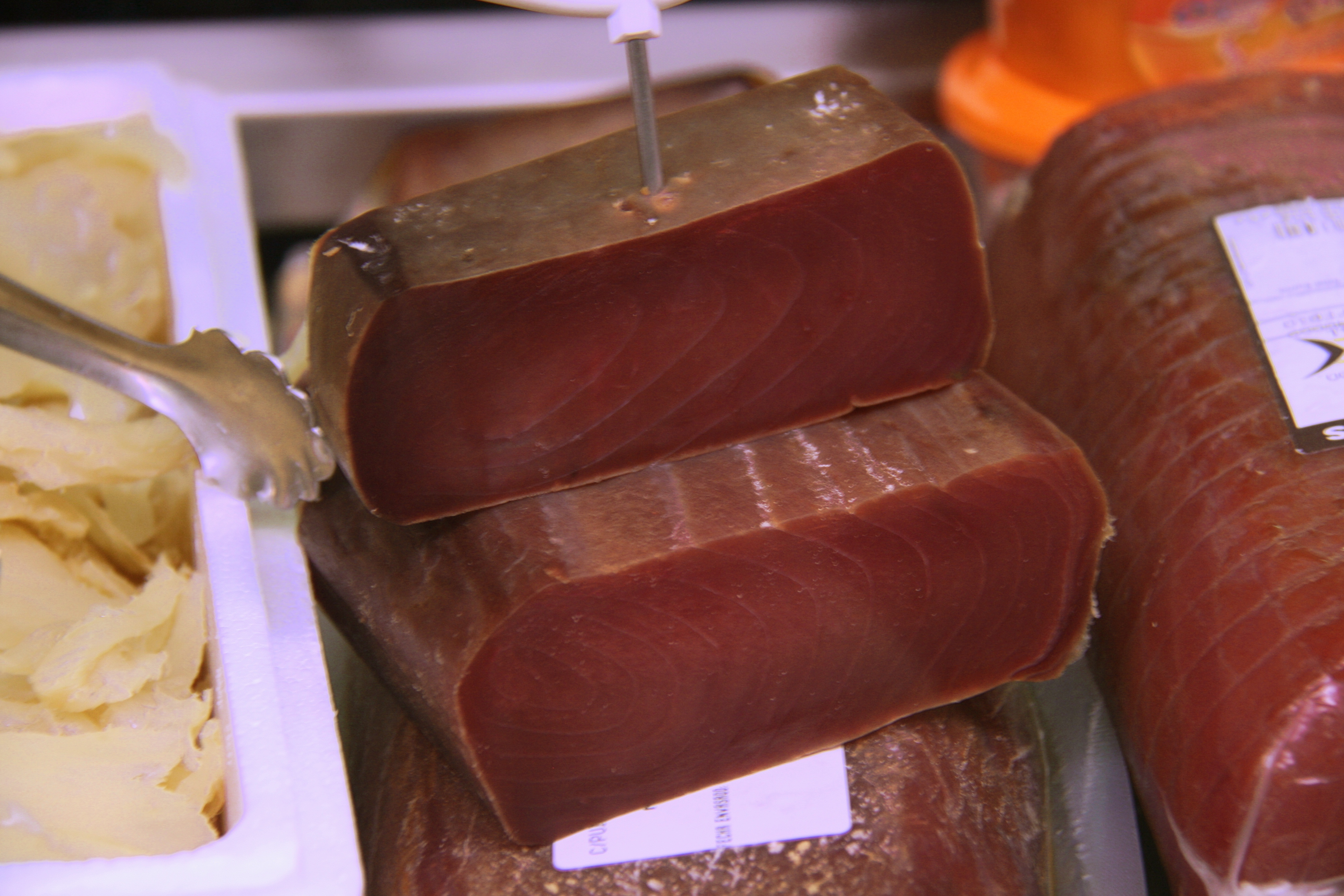
マグロのモッシャーメ、魚料理のセコンド・ピアットは前菜としても供される

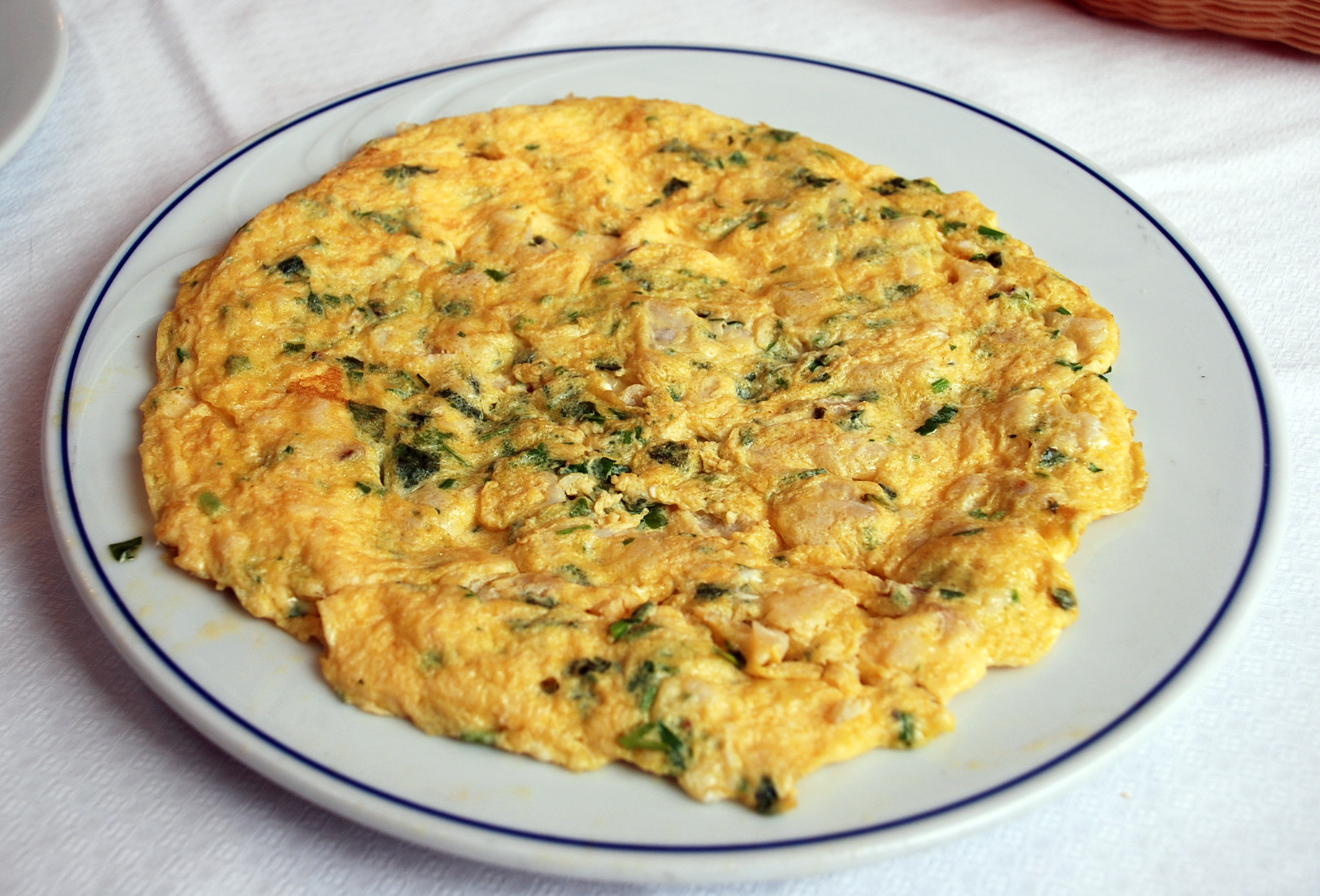
タラのオムレツ

セコンド・ピアット（イタリア語: secondo piatto）は、イタリア料理で食事の際にプリモ・ピアットの後で供される料理。通常は肉、魚、卵をベースにしている。一部の料理は提供される量や、さまざまな地方の習慣に応じて主菜としても前菜としても供されることがある（例えば、色々なサルミ、カルパッチョ、サルデ・イン・サオールなど）。

## 栄養面
一般的にセコンド・ピアットはプリモ・ピアットが炭水化物が豊富なのに対照的にタンパク質を豊富に含んでいる。

## 伝統的なレストラン
イタリアの伝統的なレストランでは、セコンド・ピアットには通常メインディッシュとは別の小皿で供されるサイドディッシュが含まれる。
フランス料理のメニューでは、イタリア料理のセコンド・ピアットは一般的にメインディッシュに取り込まれている。一般的にはイタリアではサイドディッシュとされるものはメインディッシュと同じ皿に盛られる。